# MEG (ディスクジョッキー)
MEG（メグ、1973年4月11日 - ）は、ラジオDJである。熊本県出身。O型。二児の母。

## 人物
- 3か国語（日本語、熊本弁、英語）を使い分け、トークを繰り広げる。
- 過去にCDもリリースしている。
- 2009年にMAIKAIというバンドを結成しボーカリストとして熊本市内のライブハウスを中心に活動している。

## 現在の担当番組

### FMKエフエム熊本
- FMK BIG MONSTER （金曜12:00〜14:39）

## 過去の出演番組

### KKT熊本県民テレビ
- テレビタミン（月曜中継担当、水曜スイッチ「突撃!世界の晩ごはん」リポーター、2015年3月いっぱいで番組卒業)
- カジサックのじゃないと！（番組ナレーション担当）

### RKK熊本放送
- ウエルカム！（テレビ）
- よるめぐ[2]（ラジオ）
- カリーノ下通 Smile Avenue （ラジオ）
- くまもっと まなびたいム PLUS～中3夏の陣～（ラジオ、2020年8月24日～28日）
- からふる（テレビ）

### TKUテレビ熊本
- TKUスーパーニュースぴゅあピュア
- あみゅパラ

### FMKエフエム熊本
- HYPER MORNING TRAX
- FMK Z-BOPPER
- Cross the cutting edge
- FMKパンゲア!
- 宇土シティーモール　ハミングライフ

### TBSテレビ
- バナナマンのせっかくグルメ!!（2021年6月27日）
  - 「JNN系列28局で聞いた!せっかく接待グルメ 熊本放送編」のロケで、RKK熊本放送の本社玄関ロビー（RKKアトリウム）に「日村ロボ」が設置された際、「からふる」で共演している田名網駿一と共に中華料理店を紹介。彼と共にその中華料理店に食レポに行った様子も放送された。

## 備考
- 過去にエフエム熊本で担当していた番組に「テレビタミン」メインキャスターの村上美香がゲスト出演したことがある。